# Maytenus duqueana
Maytenus duqueana är en benvedsväxtart som beskrevs av José Cuatrecasas. Maytenus duqueana ingår i släktet Maytenus och familjen Celastraceae. Inga underarter finns listade.